# Wolfgang Benzino
Wolfgang Benzino (* 14. Januar 1921 in München; † 1. September 2004 in Strande) war ein deutscher Marineoffizier. Am Ende seiner Dienstzeit diente er im Dienstgrad eines Vizeadmirals als stellvertretender Befehlshaber des NATO-Kommandos Ostseezugänge (Deputy Commander, Allied Command Baltic Approaches).

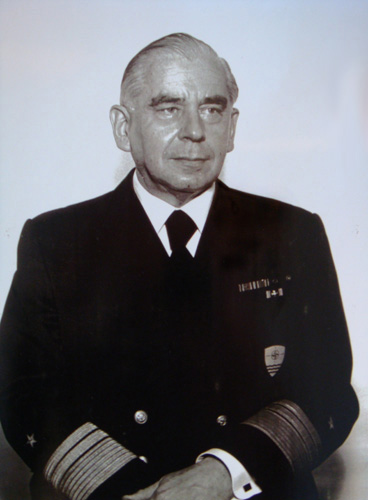
Vizeadmiral Wolfgang Benzino

## Leben
Benzino wuchs als Sohn eines Oberstleutnants in München auf. Am 1. Dezember 1939 trat er in die deutsche Kriegsmarine ein und befand sich vom Herbst 1941 an bei der U-Bootwaffe. Nach dem Verlust seines Bootes U 761 am 24. Februar 1944 in der Straße von Gibraltar geriet er als Oberleutnant zur See und I. Wachoffizier in alliierte Kriegsgefangenschaft, die er größtenteils in den USA, im Camp Papago Park in Arizona verbrachte.
Im Mai 1946 entlassen, studierte er in seiner Heimatstadt Geschichte und absolvierte nebenbei eine Ausbildung zum Verlagsbuchhändler. Als solcher arbeitete er bis zum Jahre 1955 im Verlag C.H. Beck in München. Gleichzeitig lehrte er in der Buchhändlerfachklasse der Münchner Kaufmannsschule die Fächer Staatsbürgerkunde und Geschichte.
Am 1. Dezember 1955 trat er als Kapitänleutnant in die Bundesmarine ein. Zunächst war er Prüfoffizier in der Annahme-Organisation der Bundeswehr in Köln, danach von 1956 bis 1958 Lehr- und Ausbildungsoffizier an der Marineschule Mürwik und bis 1961 Kommandant des Schnellbootes Weihe und als Korvettenkapitän S-3 Offizier im 5. Schnellbootgeschwader in Neustadt in Holstein. Anschließend absolvierte er von 1961 bis 1963 den 3. Admiralstablehrgang an der Führungsakademie der Bundeswehr in Hamburg.
Von 1963 bis 1966 war er als Fregattenkapitän Hilfsreferent im Führungsstab der Marine in Bonn tätig und wurde anschließend Kommandant des Zerstörers 4 im 3. Zerstörergeschwader in Flensburg. Ab Ende 1967 folgte eine mehrjährige Verwendung als Kapitän zur See beim Internationalen Militärstab des NATO-Hauptquartiers in Brüssel. Im Frühjahr 1970 übernahm er die Marine-Lehrgruppe an der Führungsakademie der Bundeswehr in Hamburg und wurde dort am 1. Oktober 1971 unter gleichzeitiger Beförderung zum Flottillenadmiral Kommandeur der Abteilung Marine.
Am 1. Oktober 1973 wurde er als Konteradmiral Befehlshaber des Territorialkommandos Schleswig-Holstein und Deutscher NATO-Bevollmächtigter im Bereich der Allied Forces Northern Europe (AFNORTH).
Mit Wirkung vom 1. April 1979 zum Vizeadmiral befördert, trat er die Dienststellung als stellvertretender Befehlshaber der Alliierten Streitkräfte Ostseezugänge in Karup/Dänemark an und schied nach Erreichung der Altersgrenze zum 31. März 1981 aus dem aktiven Dienst der Bundeswehr aus.

## Familie
Benzino war seit dem 2. Oktober 1953 mit Ellen, geborene Weiser verheiratet und hatte vier Töchter. Seine Interessen galten vornehmlich der Geschichte, der Politik und der klassischen Musik. Er war Enkel des bayerischen Generals der Infanterie Eugen Ritter von Benzino und Verwandter von Joseph Benzino.

## Auszeichnungen
Er war Träger des Großen Verdienstkreuzes des Verdienstordens der Bundesrepublik Deutschland, das ihm für seine militärische Einsatzführung bei der Bekämpfung der Flutkatastrophe im Jahre 1976 und der Schneekatastrophe in den Jahren 1978/79 im Lande Schleswig-Holstein auf Vorschlag des Ministerpräsidenten Gerhard Stoltenberg vom Bundespräsident Carstens am 3. März 1982 verliehen wurde.